# Quelli della Virginia
Quelli della Virginia (The Howards of Virginia) è un film del 1940 diretto da Frank Lloyd.

## Trama
Stati Uniti, 1760. In Virginia, Matt Howard, un rude e focoso fazendeiro che ha sposato la fragile aristocratica Jane Peyton-Howard, parte per la Guerra d'Indipendenza contro l'Inghilterra. La coppia si trova così costretta a scegliere tra l'amore che li unisce e le loro divergenze politiche.

## Produzione
Tratto dal romanzo L'albero della libertà di Elizabeth Page.

## Distribuzione
Venne distribuito negli Stati Uniti dal 19 settembre 1940; in Italia uscì nei cinema nel 1947.